# HAG (modeltreinenmerk)

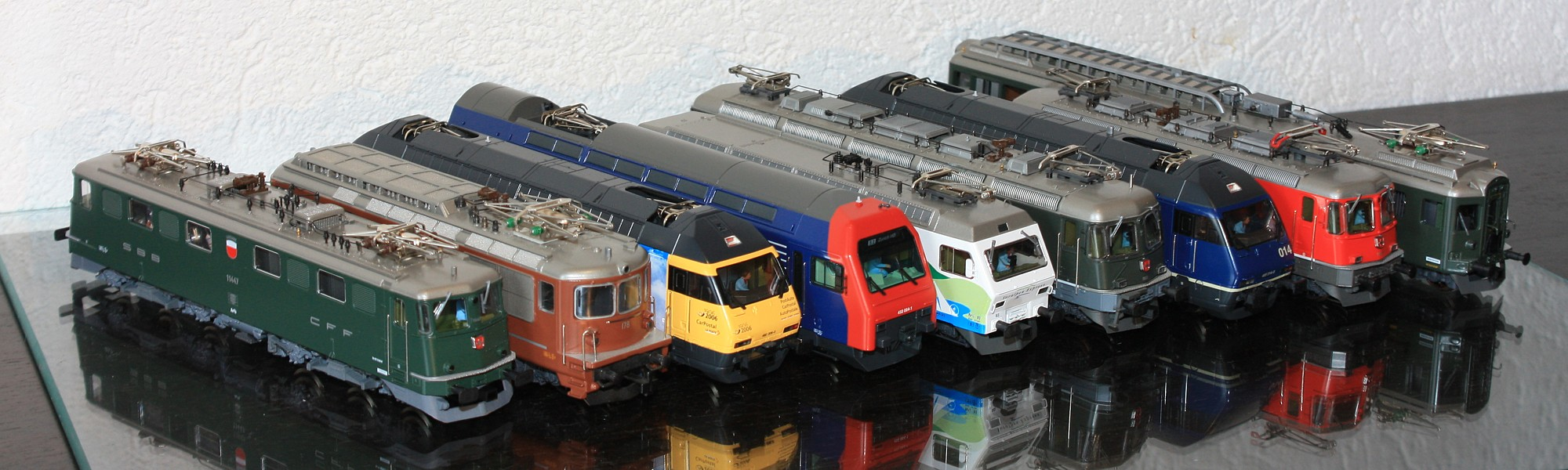
HAG locomotieven

HAG is een Zwitserse modeltreinenfabrikant. De firma HAG werd opgericht op 1 april 1944 door de broers Hugo en Alwin Gahler.

## Geschiedenis
HAG begon in 1944 met de productie van modeltreinen. In de beginjaren werden er blikken modellen geproduceerd in schaal 0. In 1954 begon HAG ook modeltreinen in schaal H0 te produceren. HAG produceert al zijn treinen voor zowel wissel- als gelijkstroom. HAG is een van de weinige producenten die dit doet. HAG-modellen zijn vooral gewild dankzij de vele detailleringen. HAG bouwt een digitaal systeem in zijn locs in waarmee zowel op het digitaal systeem van Märklin als op het digitale NMRA-systeem kan worden gereden. HAG produceert uitsluitend Zwitserse treinen.